# Thiotrichinae
Thiotrichinae (лат.) — подсемейство молевидных бабочек из семейства Моли выемчатокрылые (Gelechiidae). 

## Распространение
Австралия, Афротропика, Неарктика, Неотропика, Ориентальная область, Палеарктика.

## Описание
Мелкие молевидные бабочки (размах крыльев около 1 см). От других подсемейств Gelechiidae отличается следующими признаками: максиллярные щупики 4-члениковые, оцеллии отсутствуют (развиты только у Macrenches); губные щупики загнуты назад, иногда есть половой диморфизм (самцы с длинным сегментом I, сегменты II и III с расширяющимися волосяными кистями, III сегмент заметно расширен); антенны самцов с короткими или длинными ресничками; жгутик иногда видоизменен (у Palumbina). Переднее крыло узкое, дорсальная сторона часто с продольными полосами, поперечными фасциями или апикальными отметинами; вершина иногда серповидная, верхушечные бахромчатые чешуйки вздернуты вверх; птеростигма обычно хорошо развита.
- Polyhymno cleodorella
- Thiotricha tenuis

## Систематика
Включает 7 родов и около 180 видов. Thiotrichinae рассматривается сестринским к кладе Anomologinae+Gelechiinae. Подсемейство было впервые выделено в 2013 году на основании исследования митохондриальных и ядерных генов и включило роды из других подсемейств: Aristoteliinae (Palumbina, Polyhymno, Thiotricha), Anomologinae (Polyhymno), Pexicopiinae (Thiotricha), Dichomeridinae (Thiotricha) или Gelechiinae (все таксоны).
В 2009 году Пономаренко без комментариев синонимизировал  Thiotricha с Polyhymno. В 2013 году, Каршолт с соавторами (Karsholt et al. 2013) провели молекулярный и морфологический анализ типового вида Polyhymno longistrigella, сравнив его с Thiotricha, и пришли к выводу, что это разные валидные роды. Кроме того, их биология различается: гусеницы Polyhymno являются листопаутинными на бобовых, а личинки Thiotricha, насколько известно, делают портативный чехол и питаются цветами и семенами.
- Calliprora Meyrick, 1914
- Macrenches Meyrick, 1904
- Palumbina Rondani, 1876 — более 20 видов[6]
- Polyhymno Chambers, 1874 — около 150 видов[7][8]
- Pulchrala Lee et Li, 2021
- Tenupalpa Lee et Li, 2021[9]
- Thiotricha Meyrick, 1886[10][11][5][12]